# Жуков, Дмитрий Егорович
Дмитрий Егорович Жуков (1841—1903) — русский художник. Писал преимущественно жанровые картины.

## Биография
С 1859 по 1865 годы обучался в Московском училище живописи и ваяния. Писал преимущественно жанровые картины и портреты. В 1864 году получил малую поощрительную серебряную медаль Императорской Академии художеств за картину «Переселенцы» («Сцена из крестьянского быта»)) по роману Д. В. Григоровича. За картину «Спор о вере» (1867) получил звание классного художника третьей степени. Картина была приобретена П. М. Третьяковым и хранится в Третьяковской галерее. автор таких картин как «Портрет госполинана Ведерова» (ок. 1872), «Девушка Рязанской губернии» и «Гостья с тайным поручением» (ок. 1873), «Одинокая» («Все в прошлом», 1876, Иркутский ОХМ), «Провалился» («Срезался», 1885). Получил малую поощрительную медаль.
Покончил с собой. Похоронен на Даниловском кладбище. Трагическая судьба художника описана в книге В. А. Гиляровского «Москва и москвичи» (1926).

## Награды и звания
- 1864 — малая поощрительная серебряная медаль Академии художеств за картину «Переселенцы»[1].
- 1867 — большая серебряная медаль Академии художеств (классный художник 3-й степени) за картину «Спор о вере»[1].
- 1873 — малая поощрительная серебряная медаль Академии художеств за картины «Девушка Рязанской губернии» и другие[1].

## Галерея

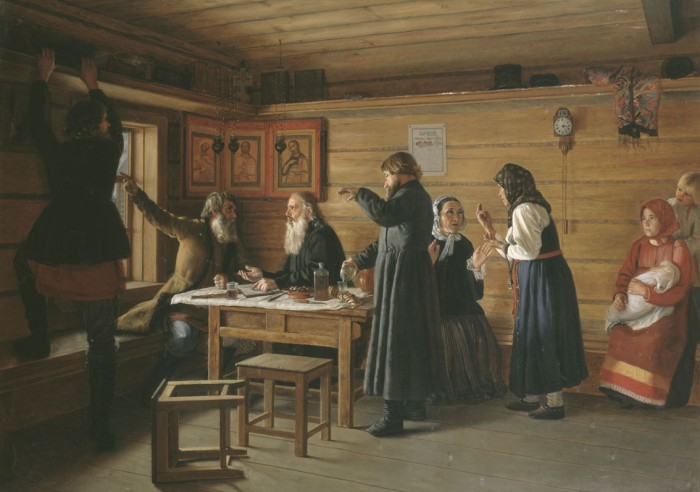
«Спор о вере» (1867)
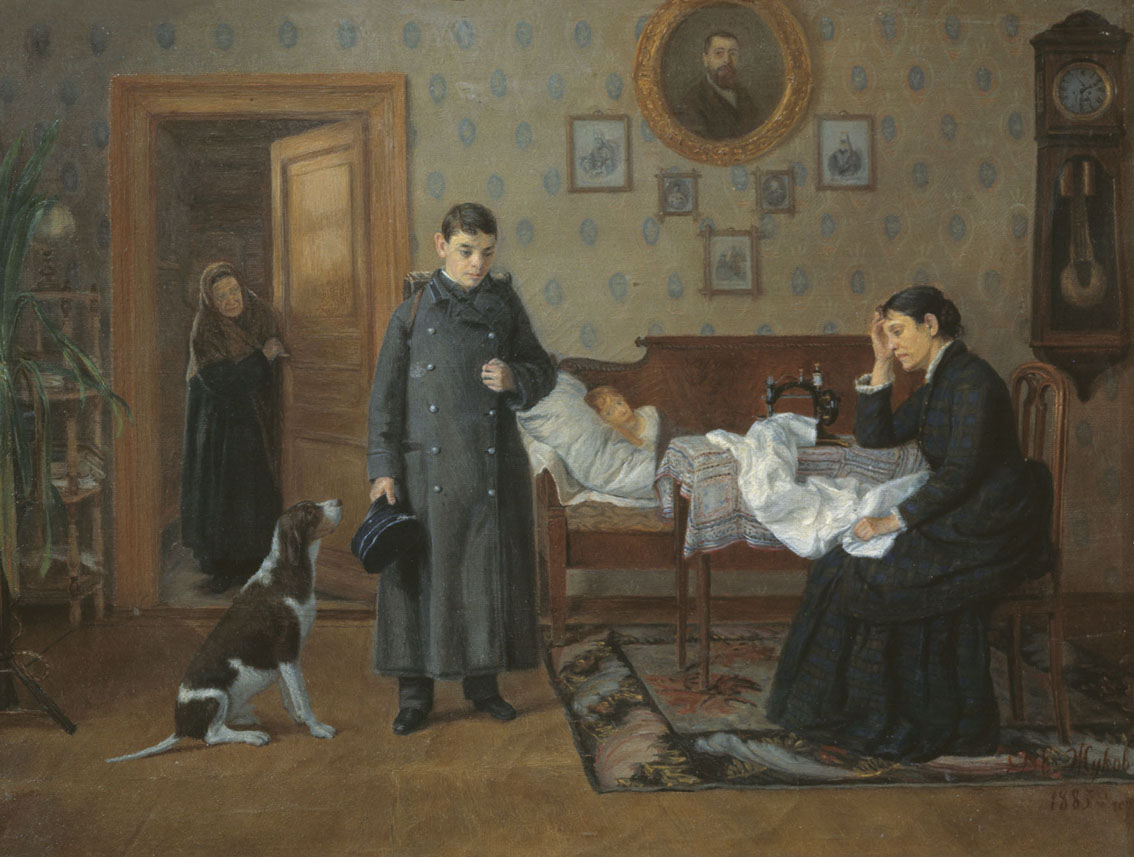
«Провалился» (1885)